# Szymon Laks
Szymon (Simon) Laks (geboren 1. November 1901 in Warschau, Russisches Kaiserreich; gestorben 11. Dezember 1983 in Paris) war ein polnisch-französischer Komponist und Überlebender des KZ Auschwitz.

## Leben
Laks studierte zwei Jahre Mathematik in Wilna und Warschau, bevor er 1921 am Warschauer Konservatorium das Studium bei Roman Statkowski (Komposition), Henryk Melcer-Szczawiński (Dirigieren) und Piotr Rytel aufnahm. 1926 übersiedelte er zunächst nach Wien, dann nach Paris, wo er von 1927 bis 1929 sein Musikstudium am Pariser Konservatorium bei Paul Vidal (Komposition) und Henri Rabaud (Orchesterleitung) fortsetzte. Laks engagierte sich in der Pariser Association des jeunes musiciens polonais, der die meisten jungen polnischen Musiker der Zwischenkriegszeit angehörten und die dem Neoklassizismus nahestand; Alexandre Tansman, Ehrenmitglied der Association, wurde zu einer der wichtigsten künstlerischen Bezugspersonen und ein lebenslanger Freund von Laks. Von Bedeutung waren auch die Bekanntschaft mit dem Maler Tadeusz Makowski sowie die künstlerische Zusammenarbeit mit der Sängerin Tola Korian. Laks arbeitete in den Pariser Jahren als Musiklehrer, Kaffeehausgeiger, Stummfilmbegleiter, als Musiker auf einem Ozeandampfer und schrieb Filmmusiken. Ein von ihm komponierter Blues symphonique wurde 1928 von der Association prämiert, seine Sonate für Violoncello und Klavier von Maurice Maréchal und Vlado Perlemuter uraufgeführt.

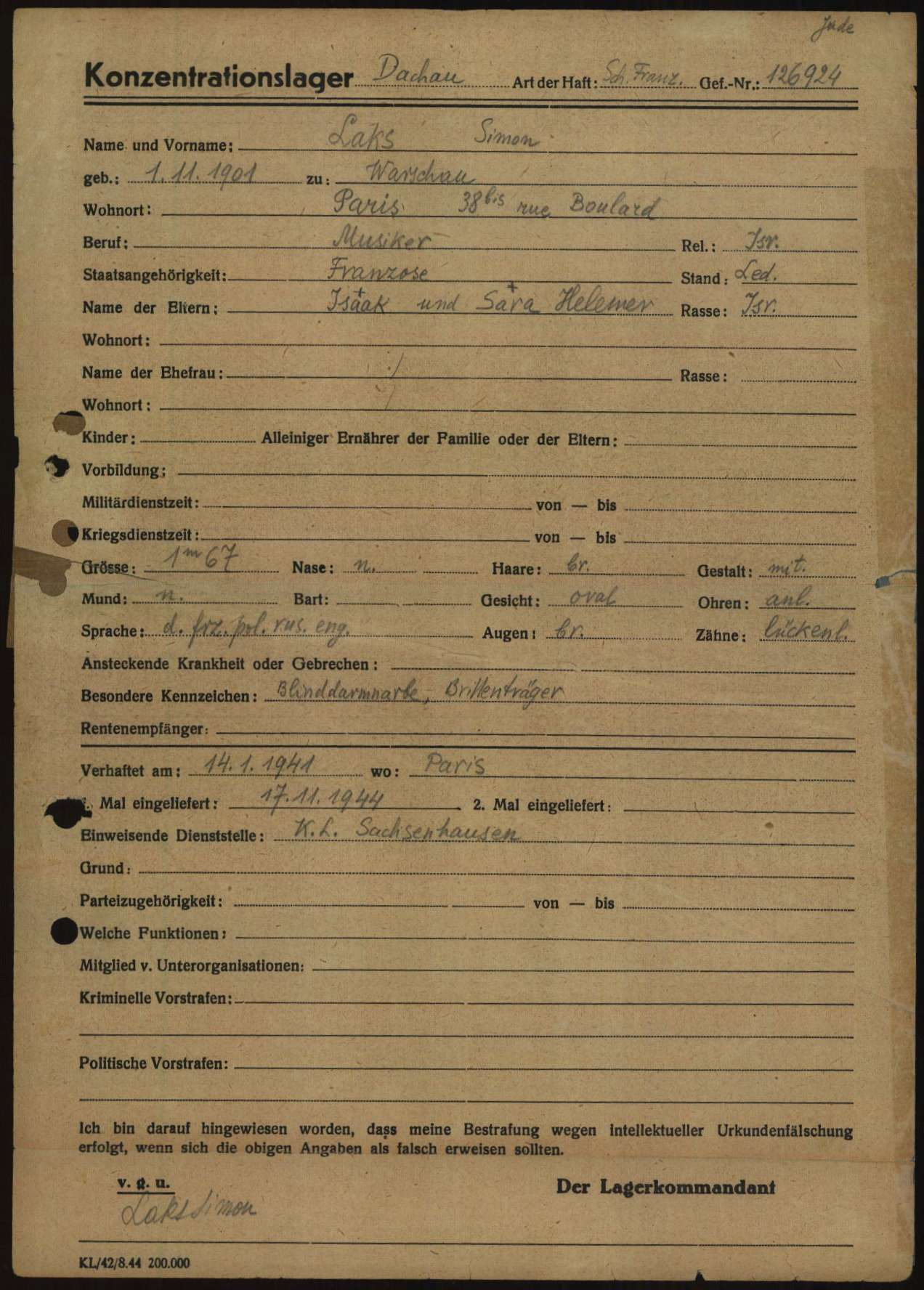
Anmeldeformular von Szymon Laks als Gefangener im nationalsozialistischen Konzentrationslager Dachau

1941 wurde Laks im französischen Lager Pithiviers nahe Orléans interniert, im Juli 1942 nach Auschwitz II – Birkenau deportiert. Er überlebte das Lager als Mitglied, später Arrangeur und Leiter des Lagerorchesters. Im Oktober 1944 wurde er ins Lager Dachau evakuiert. Nach der Befreiung durch amerikanische Truppen kehrte er nach Paris zurück.
1948 publizierte er seine zusammen mit dem Auschwitz-Überlebenden René Coudy verfassten Erinnerungen an die Lagerzeit als Buch unter dem Titel Musiques d’un autre monde. Übersetzungen erschienen erst nach 1979. Nur langsam kehrte Laks nach dem Krieg zum Komponieren zurück, es entstanden zunächst vor allem Kammermusiken und Vokalwerke. In seiner musikalischen Stilistik blieb er der Vorkriegszeit und Tansmans „École de Paris“ treu. Tonalität, Formstrenge, Polyphonie, Klarheit sind charakteristisch; hinzu kommt bei Laks vielfach die Einbeziehung polnischer Elemente. Unter dem Eindruck des 6-Tage-Krieges gab Laks nach 1967 das Komponieren nahezu vollständig auf und widmete sich verstärkt der Tätigkeit als Schriftsteller und Übersetzer – schon zuvor hatte er sich mit linguistischen Fragen befasst sowie mit der Untertitelung von Filmen.
Sein Sohn ist der Altphilologe André Laks.

## Kompositionen

### Bühne
- L’Hirondelle inattendue („Die unerwartete Schwalbe“) (1965) Opéra-bouffe in einem Akt, frz. Libretto von Henri Lemarchand nach dem Radiostück Le Bestiaire inattendu: L’Hirondelle du faubourg von Claude Aveline

### Orchester
- Farys (1924) Symphonische Dichtung für Orchester, verschollen
- Symphonia (1924), verschollen
- Scherzo (1925) für Orchester, verschollen
- Blues symphonique (1928), verschollen
- Sinfonietta für Streicher (1936)
- Suite polonaise (Suita polska) (1936) (Originalfassung für Violine und Klavier, 1935)
- Poème (1954) für Violine und Orchester
- Od strzechy do strzechy („Von Hütte zu Hütte“) (1959) Suite basierend auf Volksliedern für kleines „Odeon“-Orchester
- Petite suite légère (1960) für Orchester
- Symphonie (1964) für Streicher
- Les filles du forgeron (1964) Musik für das gleichnamige Schauspiel von Perez Hirschbein

### Kammermusik
- Sonatine (1927) für Klavier
- Streichquartett Nr. 1 (1928), verschollen
- Sonate concertante (1929) für Violine und Klavier
- Bläserquintett (1929), verschollen
- Sonate für Violoncello und Klavier (1932)
- Streichquartett Nr. 2 (1932), verschollen
- Trois pièces de concert (1933) für Violoncello (oder Violine) und Klavier
- Suite polonaise (Suita polska) (1935) für Violine und Klavier
- Streichquartett Nr. 3 auf polnische Volksweisen (1945)
- Passacaille (Vocalise) (1946) für Violine, Violoncello, Flöte und Oboe (auch Fassungen für Stimme und Klavier / Violine oder Violoncello und Klavier)
- Sonate brève (1946) für Cembalo
- Ballade (Hommage à Chopin) (1949) für Klavier
- Streichquartett Nr. 4 (1962)
- Streichquartett Nr. 5 (1963)
- Concerto da Camera (1963) für Klavier, neun Blasinstrumente und Schlagzeug
- Dialogue (1964) für zwei Violoncelli
- Concertino (1965) für Oboe, Klarinette und Fagott
- Divertimento (1966) für Flöte, Violine, Violoncello und Klavier (oder Violine, Klarinette, Fagott und Klavier)
- Klavierquintett (1967) (nach dem Streichquartett Nr. 3)
- Prelude für Klavier (undatiert)
- Blues für Klavier (undatiert)
- Variations sur le choral „Was Gott tut, das ist wohlgetan“ für Orgel (undatiert)

### Gesang und Klavier
- Cinq chants sur des poèmes de J. Tuwim (1938) Text: Julian Tuwim (poln.)
- Le Général (1938) Text: Jacques Audiberti (frz.)
- Nie winię („Ich muss nichts“) (1939) Text: Autor unbekannt (poln.)
- Passacaille (Vocalise) (1946)
- Huit chants populaires juifs (Acht jüdische Volksgesänge) (1947) Text: volkstüml. (jidd.); Übertragung von Jean-Michel Dumarais (frz.)
- Z mroków i świtów (Ombres et Lumières) (1948) Texte: Stefan Żeromski, Andrzej Bogusławski, Z. Moszczyński u. a. (poln.); Übertragung von Henri le Pointe und F. de Joannis (frz.)
- Bezdomna („Die Vagabundin“) (1949) Text: Julian Tuwim (poln.)
- Polały się łzy me („Es flossen meine Tränen“) (1949) Text: Adam Mickiewicz (poln.)
- C’est d’un’ maladie d’cœur (1952) Text: Autor unbekannt (frz.)
- Trois poèmes chantés (1960) Text: Wanda Maya Berezowska (poln.); Übertragung von Henri Lemarchand (frz.)
- Elegia miasteczek żydowskich (Élégie pour les villages juifs) (1961) Text: Antoni Słonimski; Übertragungen von Henri Lemarchand (frz.) und Robert Braun (engl.)
- Portrait de l’oiseau-qui-n’existe-pas (1964) Text: Claude Aveline (frz.)
- Cztery pieśni („Vier Lieder“) – 1. Zielony skrzypek („Der grüne Geiger“, nach Chagall) / 2. Strach na wróble („Vogelscheuche“) / 3. Kompozycja („Komposition“) / 4. Adoracja drzewa („Die Anbetung des Baumes“) (1967) Text: Tadeusz Sliwiak (poln.)
- Pięć pieśni („Fünf Lieder“) – 1. Modlitwa („Gebet“) / 2. Szczęście („Gleichmut“) / 3. Przymierze („Bund“) / 4. Erratum / 5. Wszystko ("Alles") (1968) Text: Julian Tuwim (poln.); Übertragungen von Henri Lemarchand (frz.) und Hy Janowitz (engl.)
- Pożegnanie („Adieu“) (1974) Text: Ludwik Żuk-Skarszewski (poln.)
- Gdybyś (Si seulement...) (1974) Text: Ludwik Żuk-Skarszewski (poln.)
- Sechs Lieder – 1. Aniołowe („Engelsgesichter“) / 2. Staruszkowie („Die kleinen Alten“) / 3. Ballada Starofrancuska („Die Ballade des alten Frankreich“) / 4. Dyzio Marzyciel („Dyzio, der Träumer“) / 5. Prośba o piosenkę („Bitte um ein Lied“) / 6. O Grzesiu kłamczuchu („Über Klein-Gregor, den Lügner“) (undatiert) Text: Julian Tuwim (poln.)
- Ewangelia szczęśliwych („Das Evangelium der Glücklichen“) (undatiert) Text: Stanisław Baliński (poln.)
- Pogrzeb („Das Begräbnis“) (undatiert) Text: Mieczysław Jastrun (poln.)
- Deszcz („Regen“) (undatiert) Text: Jarosław Iwaszkiewicz (poln.)
- La Rue („Die Straße“) (undatiert) Text: Wanda Maya Berezowska (poln.)
- Jednego całowałam z miłości („Einen küsste ich aus Liebe“) (undatiert) Text: Autor unbekannt (poln.)
- O mastusiu moja („O mein Mütterchen“) (undatiert) Text: Autor unbekannt (poln.)
- Jezusek („Kleiner Jesus“) (undatiert) Text: Autor unbekannt (poln.)

## Eigene Schriften
- mit René Coudy: Musiques d'un autre monde. Vorwort Georges Duhamel. Mercure de France, Paris 1948.
  - Reprint nach der polnischen Fassung: Mélodies d'Auschwitz. Vorwort Pierre Vidal-Naquet, Le Cerf, Paris 1991 ISBN 2204043494; ebd. 2004 ISBN 2204076066 Reihe: Histoires judaïsmes.
  - überarb. polnische Fassung: Gry oświęcimskie. London 1979[3]; 2. Auflage 1998.
  - aus dem Poln. ins Englische übersetzt von Chester A. Kisiel: Music of another world, Evanston (Illinois) 1989 ISBN 0810108410.
  - deutsche Übersetzung: Musik in Auschwitz. Düsseldorf 1998; durchgesehene und erweiterte Neuausgabe Berlin 2014.
    - Auszug Musik aus einer anderen Welt. In: Hans Günther Adler, Hermann Langbein, Ella Lingens-Reiner (Hrsg.): Auschwitz. Zeugnisse und Berichte. 6. Aufl. Bundeszentrale für politische Bildung BpB, Bonn 2014 ISBN 3838905202, S. 179–188[4].
- Makowski. Swiat, Nr. 50 (1960). Aus: Wladyslawa Jaworska, Tadeusz Makowski. Ein polnischer Maler in Paris. Dresden 1975.
- Epizody… Epigramy… Epistoły… („Episoden… Epigramme… Episteln…“) (1976)
- Poloniki… Polemiki… Polityki… („Polonismen… Polemiken… Politisches…“) (1977)
- Słowa i antysłowa („Rede und Gegenrede“) (1978)
- Szargam świętości („Ich pfeiff’ auf Heiligtümer“) (1980)
- Dziennik pisany w biały dzień („Tagebuch, verfasst am hellichten Tag“) (1981)
- Taryfa ulgowa kosztuje drożej („Der ermäßigte Tarif ist teurer“) (1982)
- Moja wojna o pokój („Mein Krieg für den Frieden“) (1983)
- O Kultruze z cudzysłowem i bez („Kultur mit und ohne Anführungszeichen“) (1984)

### Übersetzungen ins Französische (Auswahl)
- Wladyslawa Jaworska: Gauguin et l’Ecole de Pont-Aven (Neuchâtel 1971)
- Krystyna Żywulska: L’eau vide (Paris 1972)
- Korab: L’œil de Dayan (Paris 1974)